# Małgorzata Lisowska
Małgorzata Lisowska (ur. 18 kwietnia 1962 w Cieplicach Śląskich) – polska lekkoatletka, specjalizująca się w siedmioboju, mistrzyni i reprezentantka Polski.

## Kariera sportowa
Była zawodniczką MKS MDK Karkonosze Jelenia Góra, AZS-AWF Warszawa i Górnika Wałbrzych.
Na mistrzostwach Polski seniorek na otwartym stadionie zdobyła jedenaście medali, w tym dziesięć w siedmioboju: złoty w 1987, trzy srebrne (1986, 1988, 1990) i sześć brązowych (1983, 1984, 1985, 1989, 1991 i 1992) oraz brązowy medal w trójskoku w 1990. W halowych mistrzostwach Polski seniorek zdobyła dziewięć medali w pięcioboju, w tym dwa złote (1990, 1991), cztery srebrne (1984, 1986, 1989, 1992) i trzy brązowe (1983, 1985, 1987).
W 1979 wystąpiła na mistrzostwach Europy juniorów, zajmując 9. miejsce w skoku wzwyż, z wynikiem 1,78.
Czterokrotnie reprezentowała Polskę na zawodach Pucharze Europy w wielobojach. W 1985 wystąpiła w zawodach grupy C, zajmując 3. miejsce z wynikiem 5340 (Polska zajęła 1. miejsce drużynowo), w 1987 zajęła z wynikiem 5608 8. miejsce w zawodach grupy B (Polska zajęła 2. miejsce drużynowo), w 1989 zajęła z wynikiem 5563 11. miejsce w zawodach grupy B (Polska zajęła 2. miejsce drużynowo), w 1991 zajęła z wynikiem 5836 14. miejsce w zawodach Superligi (Polska zajęła 3. miejsce drużynowo).
Rekord życiowy w siedmioboju: 5979 (9.08.1987), w biegu na 100 m ppł: 14,15 (4.06.1987), w skoku wzwyż: 1,84 ((16.05.1992), w skoku w dal: 6,24 (2.06.1991), w trójskoku: 12,60 (14.07.1991).